# Ilex synpyrena
Ilex synpyrena är en järneksväxtart som beskrevs av Chang Jiang Tseng. Ilex synpyrena ingår i släktet järnekar, och familjen järneksväxter. Inga underarter finns listade i Catalogue of Life.